# Under Attack (chanson)
Pour les articles homonymes, voir Under Attack.
Singles de ABBA
The Day Before You Came
(1982) Thank You for the Music
(1983)
Clip vidéo
[vidéo] « Under Attack », sur YouTube
Under Attack est une chanson du groupe de pop suédois ABBA extraite de leur double album de compilation de 1982 The Singles: The First Ten Years (en) (sur lequel c'était une des deux nouvelles chansons). Elle a également été publiée en single.

## Classements
| Classement (1982—1983)                 | Meilleure position |
| -------------------------------------- | ------------------ |
| Allemagne (Media Control AG)           | 22                 |
| Pays-Bas (Single Top 100)              | 7                  |
| Belgique (Flandre Ultratop 50 Singles) | 2                  |